# Macrotrachela herzigana
Macrotrachela herzigana är en hjuldjursart som beskrevs av Koste 1996. Macrotrachela herzigana ingår i släktet Macrotrachela och familjen Philodinidae. Inga underarter finns listade i Catalogue of Life.